# Arrondissement Vannes
Vannes is een arrondissement van het Franse departement Morbihan in de regio Bretagne. De onderprefectuur is Vannes.

## Kantons
Het arrondissement is samengesteld uit de volgende kantons:
- Kanton Allaire
- Kanton Elven
- Kanton La Gacilly
- Kanton Grand-Champ
- Kanton Guer
- Kanton Malestroit
- Kanton Mauron
- Kanton Muzillac
- Kanton Ploërmel
- Kanton Questembert
- Kanton La Roche-Bernard
- Kanton Rochefort-en-Terre
- Kanton Sarzeau
- Kanton La Trinité-Porhoët
- Kanton Vannes-Centre
- Kanton Vannes-Est
- Kanton Vannes-Ouest

Na de herindeling van de kantons bij decreet van 21 februari 2014, met uitwerking op 22 maart 2015, en de wijzigingen aan de arrondissementsgrenzen per 1 januari 2017, zijn dat :
- Kanton Grand-Champ (deel : 6/17)
- Kanton Guer
- Kanton Moréac  (deel 16/23)
- Kanton Muzillac
- Kanton Questembert
- Kanton Séné
- Kanton Vannes-1
- Kanton Vannes-2
- Kanton Vannes-3